# Toronto-Dominion Centre

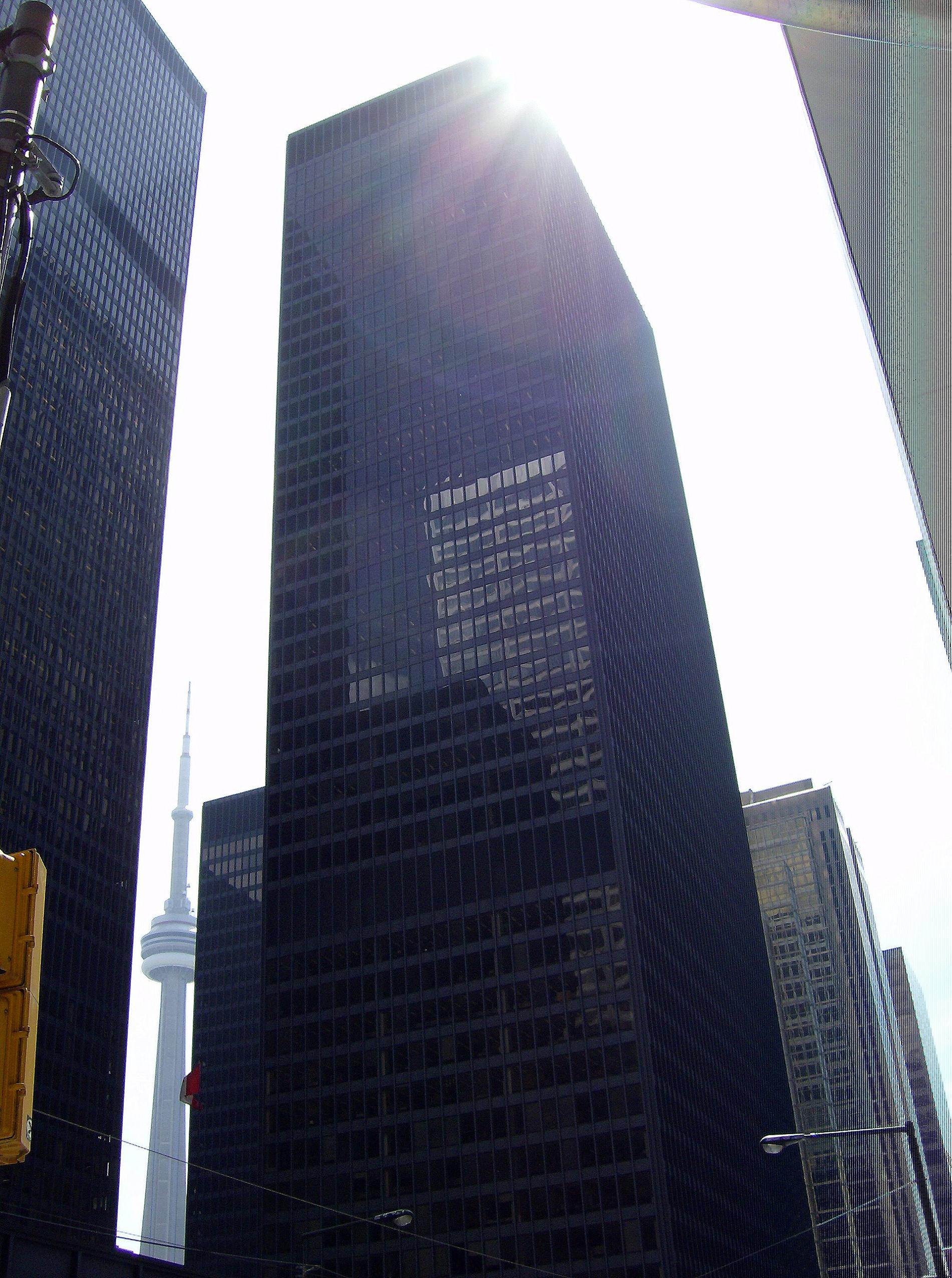
O Toronto-Dominion Centre.

Toronto-Dominion Centre é um arranha-céu, atualmente é o 184º arranha-céu mais alto do mundo, com 223 metros de altura (731 pés).
Localizado no centro financeiro da cidade de Toronto, Canadá, foi concluído em 1967, e possui 56 andares. É a sede do TD Bank. Cerca de 21 mil pessoas trabalham diariamente no complexo do qual o Toronto-Dominion Centre é o núcleo, tornando o Toronto-Dominion Centre o maior arranha-céu do Canadá, em número de pessoas empregadas. 
Em 9 de julho de 1993, Garry Hoy, um advogado caiu de um 24.º andar, quando para mostrar aos estudantes de uma universidade que os vidros daquele edifício eram  inquebráveis, decidiu atirar-se para a janela, acabou por cair de uma altura de 92 metros de altura, tendo morte imediata. Os vidros eram inquebráveis, mas os caixilhos da janela desencaixaram e Hoy perdeu a vida.